# シティ情報ふくしま
シティ情報ふくしま(愛称：CJ)は、福島県福島市にある出版社株式会社エス・シー・シーが発行していたタウン情報誌である。1985年3月号から2021年7月号まで毎月25日に発行され、福島県北エリアの地域情報を掲載していた。

## 概要
シティ情報ふくしま(愛称：CJ)はタウン情報誌ブームさなかの1985年2月に月刊誌として創刊された。創業当時の社員は4人で、高校生のボランティアスタッフの手を借りていたという。発行エリアは福島県北地方(福島市、伊達郡、安達郡)を中心に相双地域、会津若松市、郡山市、山形県、宮城県の一部などでも販売されていた。紙面では10代から30代の若者に向け、福島県北部の生活情報の発信を行なっていた。インターネットが発達していなかったこともあり、初期の雑誌には駐車場の位置や電車の時刻表といった情報も記載されていた。
2004年には女性向けの季刊姉妹誌「Ｍｏｎ ｍｏ(モンモ)」を創刊。県内全域を対象にグルメ、温泉、レジャー情報を掲載している。
定価は2014年3月31日までは360円、2014年4月1日からは370円、リニューアル号の2017年7月号をもって450円となった。また、同号発売と同時に、福島の生活情報サイト「日刊シティ情報ふくしまWeb」をオープン。愛称は「CJふくしま」。福島市内を中心に、各種イベント等も開催している。
ネット環境の普及によって雑誌業界全体が衰退し、CJの部数が減少。2021年7月号の436号で発行を終了した。CJは姉妹誌「Mon mo」と統合され、2021年7月からは県内全域を対象とする月刊「ＣＪ　Ｍｏｎｍｏ」として発行されている。

## 主な掲載内容
- 季節に沿った巻頭特集・広告企画ページ
- 宴会情報
- ヘアサロン・ビューティサロン・リラクゼーションサロン情報
- シティ情報ふくしま学生編集部によるページ
- いいべした広報室（近隣市町村の首長による自治体PRと、その他県北エリアの自治体の小ネタページ）
- 福島を愛する人にインタビュー
- タウンニュース・街ネタ・オープン情報
- 福島住まい情報
- 日帰りおでかけ報告記
- まちぶら手帖
- FUKUSHIMA MUSIC INFO
- 読者ページ・編集後記・次号予告

## 別冊
- 『ふくしま安くて美味しい宿』、株式会社エス・シー・シー、2008年5月25日発行[4]。